# Ilisoni Tuinawaivuvu
Ilisoni Tuinawaivuvu (ur. 1 sierpnia 1991 na Fidżi) – fidżyjski piłkarz grający na pozycji pomocnika w fidżyjskim klubie Rewa FC.

## Kariera reprezentacyjna
Tuinawaivuvu rozegrał 5 meczów w reprezentacji Fidżi do lat 20. Zadebiutował w niej 21 kwietnia 2011 w zremisowanym meczu 0:0 z Papuą-Nową-Gwineą. W seniorskiej reprezentacji Fidżi zagrał 2 mecze. Zadebiutował w niej 2 czerwca 2012 
podczas Pucharu Narodów Oceanii 2012 w przegranym 0:1 meczu z reprezentacją Nowej Zelandii.